# Serhat Sağat
Serhat Sağat (* 13. Februar 1983 in İzmit) ist ein türkischer Fußballspieler.

## Karriere
Sağat begann seine Profikarriere bei Kocaelispor und hatte dort auch seine bisher erfolgreichste Zeit. In sechs Jahren bestritt er 110 Spiele und erzielte 14 Tore. In der Saison 2007/08 feierte er mit Kocaelispor den Aufstieg in die Süper Lig, am Ende der Saison belegte man den ersten Platz in der TFF 1. Lig. Zu einem Einsatz in der Süper Lig sollte es jedoch nicht kommen, da Sağat nach Ende der Saison zum damaligen Zweitligisten Sakaryaspor wechselte. Anschließend spielte er bei verschiedenen Vereinen in der Türkei, seit 2014 steht er bei Tavşanlı Linyitspor unter Vertrag. Sein Ligadebüt für Tavşanlı gab er am 7. September 2014 gegen Yeni Malatyaspor, als er in der 77. Spielminute für Burak Balcı eingewechselt wurde, das Spiel verlor Tavşanlı mit 1:2.

## Erfolge
- Meister der TFF 1. Lig: 2007/08